# Katō Shidzue
Det här är en artikel om en person med japanskt personnamn; Katō är familjenamnet.
Katō Shidzue (japanska: 加藤 シヅエ), född 1897, död 2001, var en japansk politiker och kvinnorättsaktivist. Hon är känd för sin verksamhet som förespråkare för reproduktiva rättigheter som abort och preventivmedel i Japan, och blev 1946 en av de första kvinnor som valdes in i det japanska parlamentet sedan införandet av kvinnlig rösträtt och valbarhet.

## Biografi
Katō Shidzue föddes 2 mars 1897 i Tokyo, Japan i en förmögen före detta samurajfamilj, som dotter till Hirota Ritarô och Tsurumi Toshiko. Hennes far, Hirota, var en framgångsrik ingenjör som ofta reste till Västvärlden. Han tog ofta med sig presenter hem till sina barn och byggde även ett hus i västerländsk stil, vilket ledde till att Shidzue växte upp bekant med västerländska idéer.
Vid 17 års ålder gifte sig Shidzue med baronen Ishimoto Keikichi, och kort därefter flyttade de till hans arbetsplats, kolgruvan Miike, på ön Kyushu. Där blev Shidzue vittne till de hemska arbetsförhållandena i gruvan, och efter tre år flyttade paret till USA 1919. Shidzue började leva ett mer självständigt liv, bland annat genom att läsa kurser i engelska och utbildade sig till sekreterare. Hon introducerades till socialistiska idéer via Ishimoto, och han introducerade även henne till hans socialistvänner i USA. Det var via dessa Shidzue träffade Margaret Sanger, som inspirerade henne att senare starta en preventivmedelsrörelse i Japan.
Shidzue återvände till Japan 1921 och började jobba som sekreterare hos Y.W.C.A. Hon öppnade även en garnbutik där hon sålde importerade ullprodukter. Under tiden publicerade hon ett flertal skrifter där hon argumenterade för att kvinnor skulle ha lättare tillgång till preventivmedel. Hon hävdade att detta skulle kunna sakta ned den, vid den tiden, snabba ökningen av Japans befolkning. Hon uttryckte även att ökad tillgång till preventivmedel för kvinnor skulle låta kvinnor uppnå högre självständighet, och leda till att befolkningen uppfostrade bättre barn, med bättre livsförhållanden.
1923 träffade hon Katō Kanjū, som senare skulle komma att gifta sig med, efter att ha fått skilja sig från Ishimoto Keikichi 1944.
1936 tog Shidzue emot finansiella medel från Sanger för att öppna en klinik för födelsekontroll i Tokyo, modellerad efter Sangers egna klinik i New York. Hon blev dock tvingad att stänga Tokyokliniken redan 1937, då Shidzue blev arresterad av den pronatalistiska japanska regeringen och spenderade två veckor i fängelse. Preventivmedelsrörelsen blev därmed tystad fram tills efter Andra världskriget.
Katō Shidzue var den första kvinnan att kampanja för ett ämbete i Japan. Hon blev invald till ledamot i Japans underhus 1946, med en kampanjplatform som var baserad på familjeplanering och förbättrade ekonomiska förhållanden för kvinnor. Trots marginalisering i det mansdominerade parlamentet, gjorde Shidzue vad hon kunde för att uppnå de reformer hon sökte. Hon var delaktig i att arrangera den första politiska samlingen med bara kvinnor i Tokyo, 1946, där de protesterade för bättre fördelning av ekonomiska resurser mellan kvinnor och män. 1950 blev hon invald i Japans överhus med en mandatperiod på sex år. Hon blev därefter omvald i ytterligare tre mandatperioder, och fortsatte driva frågor angående kvinnors rätt i samhället och familjeplanering, däribland preventivmedelslagstiftning och avskaffandet av den feodala familjekoden.
Shidzue fortsatte sin aktivism även efter att hon gick ur överhuset 1974, genom föreläsningar och genom att leda Japan Family Planning Association, som hon tidigare hade varit delaktig i att etablera. 1988 tog hon emot FN:s befolkningspris som delas ut varje år av FN:s befolkningsfond.
Katō Shidzue dog 22 december 2001. Hon blev 104 år gammal.